# Michael W. Wise
Michael Wise (1964) is een Amerikaanse astronoom en bijzonder hoogleraar Observationele hoge-energie-astrofysica aan de Universiteit van Amsterdam. Zijn hoofdbetrekking is algemeen en wetenschappelijk directeur van SRON.

## Opleiding en carrière
Wise behaalde in 1992 zijn PhD aan de Universiteit van Virginia. Daarna was hij postdoc bij het Kitt Peak National Observatory. In 1994 ging hij aan de slag bij het Chandra X-ray Science Center. Daar maakte hij deel uit van het team dat het Chandra X-ray Observatory bouwde en in werking stelde. In 2006 verhuisde hij naar Nederland om bij ASTRON, het Nederlands Instituut voor Radioastronomie, te gaan werken aan het ontwerp en de bouw van de LOFAR-telescoop. Ook hielp hij mee bij het ontwerp van de Square Kilometre Array. Sinds 2019 is hij algemeen en wetenschappelijk directeur van SRON. In 2021 werd hij benoemd tot bijzonder hoogleraar Observational High-Energy Astrophysics, in particular Black-Hole Feedback, aan de Faculteit der Natuurwetenschappen, Wiskunde en Informatica van de Universiteit van Amsterdam. De leerstoel is ingesteld namens de Stichting Het Jan van Paradijs Fonds. Op 30 november 2022 hield hij zijn inaugurele rede getiteld Change Engines: Feedback in the Universe at all Scales.

## Onderzoek
Voor zijn onderzoek maakt Wise gebruik van radio- en röntgenwaarnemingen om na te gaan hoe de gassen in sterrenstelsels reageren met hun centrale zwarte gaten en zo de evolutie van het sterrenstelsel en de groei van het zwarte gat zelf beïnvloeden. Dat proces wordt feedback van zwarte gaten genoemd. Wise gebruikt onder andere de telescopen van LOFAR, VLA, Chandra en XMM-Newton. 
Wise is auteur of co-auteur van meer dan meer dan 200 publicaties. Hij was van 2015 tot 2018 voorzitter van commissie voor data en documentatie van de Internationale Astronomische Unie. In 2020 werd hij benoemd tot vicevoorzitter van het ESA's Science Programme Committee (2021-2023).